# John Alexander Simpson (Mediziner)
John Alexander „Iain“ Simpson (* 30. März 1922 in Greenock; † 10. Mai 2009 in Glasgow) war ein schottischer Neurologe.

## Leben
Zwischen 1964 und 1987 war er Professor an der Universität Glasgow und spielte eine wichtige Rolle in der Entwicklung der neurologischen Forschung und Wissenschaft in Schottland. Simpson galt international als fachliche Autorität insbesondere hinsichtlich des Krankheitsbildes der Myasthenia gravis. 1960 stellte er als Erster die Hypothese auf, dass dieser Krankheit ein Autoimmunmechanismus zugrunde liege, was sich später bestätigte. Nach ihm wurde ein diagnostisches Verfahren – der Simpson-Test – benannt.